# Наталія Андрєєва
Наталія Андрєєва — болгарська поетеса, письменниця-фантастка і літературна критикеса.

## Біографія і творчість
1955 року народження. в Бургасі. Здобула вищу освіту за фахом інженерка та журналістка.
З початку 1990-х жила у Баварії, Німеччина. Видала збірки оповідань «Плач над неможливим» і «Зелено, я тебе кохаю», збірки поезій «Крізь тріщину серця» і «Ліхтарі пекла», а також дві збірки лірики німецькою мовою: «Ein Blick von oben» («Подивись вище») і «Rose, Kreuz und Freiheit» («Троянда, хрест і свобода»).
Авторка десятків романів і оповідань, зокрема «Сплячі та прокляті», «Право вбити» та «Народження жінки».

## Зовнішні посилання
- Персональний сайт
- «Наталія Андрєєва: Болгарський модернізм – це те, за що йому платять», інтерв’ю Стояна Валєва, knigi-news.com
- Пенка Ватова, "Наталія Андрєєва", Словник болгарської літератури після визволення, Інститут літератури Болгарської академії наук